# Terremoto del Cile del 2010
Il terremoto in Cile del 2010 è stato un evento sismico verificatosi al largo della costa del Maule in Cile il 27 febbraio 2010 alle ore 3:34 locali, (6:34 UTC) con una magnitudo di 8,8 Mw durato per circa tre minuti. È stato il più forte terremoto che ha colpito il Cile dal 1960 (9,5 Mw, il più forte mai registrato), ed era il più forte al mondo dal Maremoto dell'Oceano Indiano del 2004. Il sisma ha liberato un'energia circa 500 volte maggiore rispetto al terremoto di Haiti dello stesso anno ed è stato 30.000 volte più potente del terremoto dell'Aquila del 2009.
Gli scienziati della NASA hanno appurato che il terremoto è stato così potente che ha spostato l'asse di rotazione terrestre di 2,7 millisecondi di arco, pari a 8 centimetri e di conseguenza ha accorciato la durata delle giornate: il cambiamento, seppur minimo, sarebbe permanente, con una riduzione di 1,26 microsecondi della durata del giorno.
Le città che maggiormente avvertirono la scossa (IX grado della scala Mercalli, rovinosa) furono Talcahuano, Arauco, Lota, Chiguayante, Cañete e San Antonio. Nella capitale Santiago del Cile il sisma fu avvertito con una forza pari all'VIII grado della scala Mercalli, distruttiva. Il sisma fu anche percepito in molte città argentine come Buenos Aires, Córdoba, Mendoza e La Rioja. L'allerta tsunami interessò ben 53 paesi. La presidente Michelle Bachelet  dichiarò lo "stato di catastrofe". I morti accertati ed identificati per il sisma furono 521, mentre i dispersi 52. Due milioni gli sfollati.
L'epicentro fu calcolato nell'oceano Pacifico, al largo della costa di Maule; a circa 97 km a nord-nordovest dalla città di Chillán e a 115 km nord-nordest dalla seconda città cilena per abitanti, Concepción. Il terremoto generò una sessa nel lago Pontchartrain, a nord di New Orleans (USA), che si trova a circa 7600 km di distanza dall'epicentro.

## Geologia

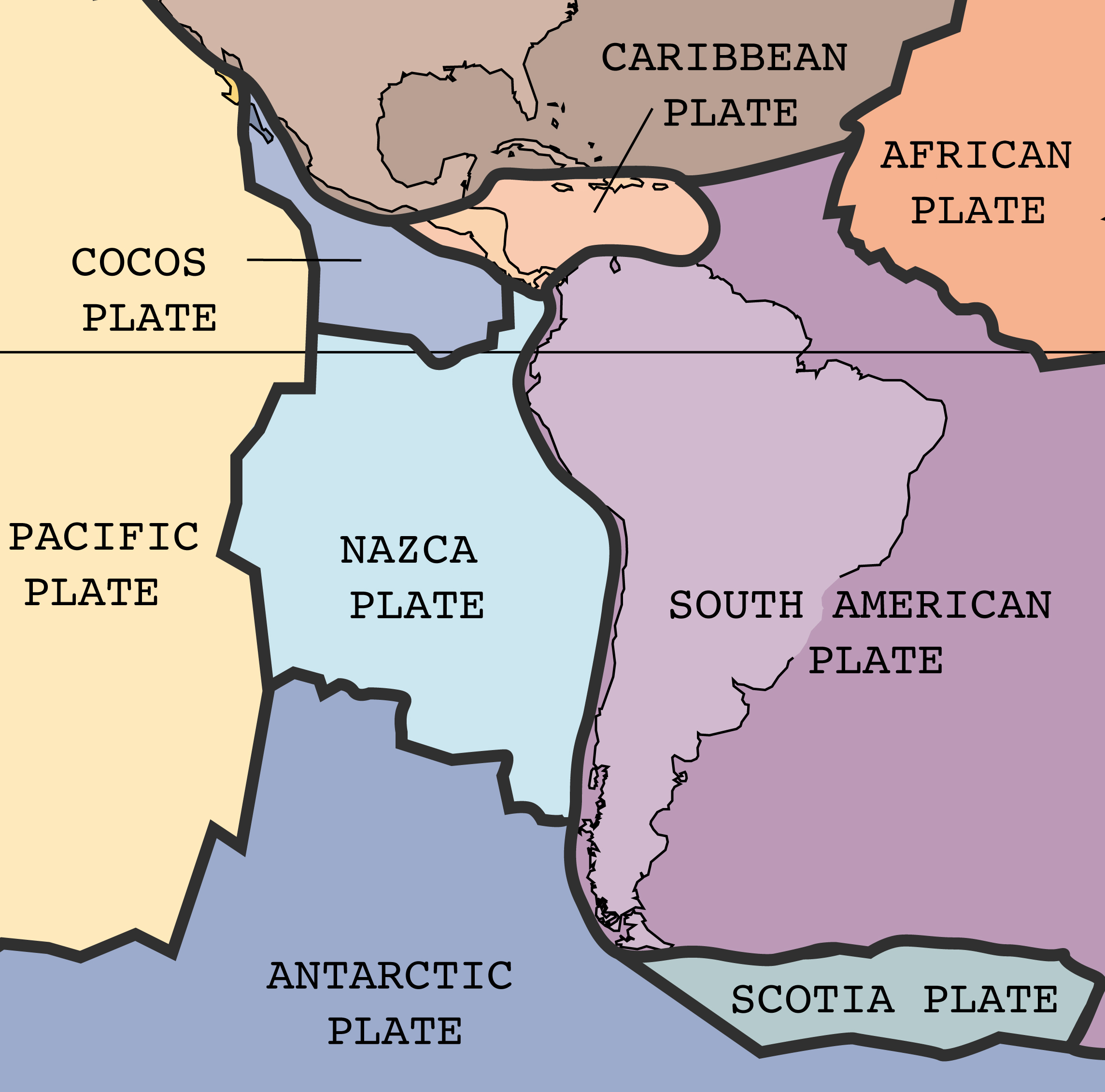
La placca di Nazca slitta sotto quella sudamericana generando fenomeni sismici e vulcanici

Il sisma si verificò lungo la linea di contatto tra la placca di Nazca e quella sudamericana, in un punto dove la prima si converge di circa 80 mm/anno. Il terremoto fu generato dalla forte spinta causata dalla subduzione della placca di Nazca con la placca sudamericana.
La costa cilena è da sempre interessata da terremoti indotti da subduzione di placche, come il Grande Terremoto Cileno del 1960. Più recentemente la costa è stata interessata da un terremoto di 7,7 Mw che ha interessato la regione di Antofagasta nel Cile settentrionale.
Il segmento della spaccatura è stato stimato in una lunghezza di oltre 700 km, situato immediatamente a nord della spaccatura di 1000 km che generò il terremoto del 1960.

### Scosse di assestamento
Una scossa di assestamento di 6,2 Mw fu registrata 20 minuti dopo la principale. Alle ore 00:00 UTC del 1º marzo furono registrate più di 100 scosse di assestamento, incluse otto con magnitudo superiore ai 6,0 gradi. Anche nei giorni successivi vi furono scosse tra il quinto e il sesto grado.
Un terremoto sottomarino di 6,9 Mw fu registrato circa 90 minuti dopo la scossa iniziale a circa 300 km a sud-ovest dall'epicentro della precedente, ma non è chiaro se correlato al terremoto principale. L'11 marzo 2010 tre scosse rispettivamente di magnitudo 6,9 (Mw 7,2), 6,7 (Mw 6,9) e 6,0 colpirono la zona di Valparaíso. Gli eventi furono avvertiti in gran parte del Cile con nuovo allarme tsunami per alcune isole del Pacifico revocato alcune ore dopo l'evento più forte.

## Danni e morti

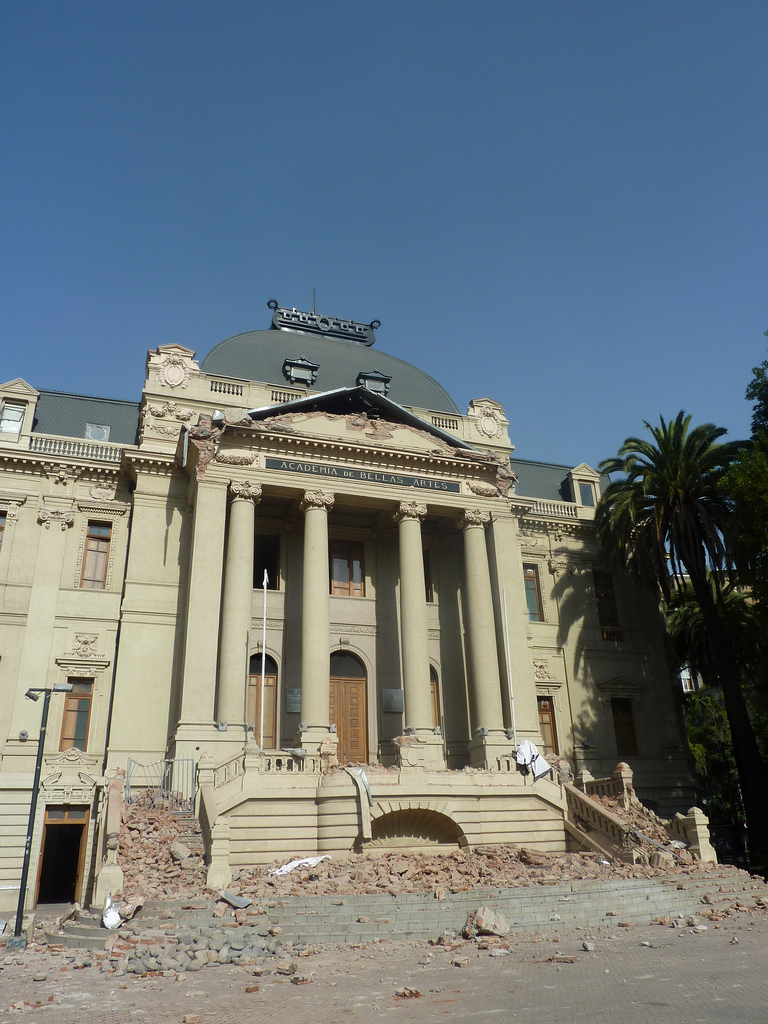
Il museo d'arte contemporanea a Santiago del Cile

Nella capitale, Santiago del Cile, i danni sono stati evidenti con alcuni edifici crollati, linee elettriche saltate e vari incendi causati dai crolli. L'aeroporto internazionale della capitale ha riportato alcuni danni ed è rimasto chiuso alle operazioni di volo per circa tre giorni. Ben tre ospedali sono completamente crollati. Anche il Museo Nazionale delle Belle Arti ha riportato gravi danni.
A Concepción sono crollati edifici e sono scoppiati incendi. I mezzi di soccorso hanno incontrato difficoltà ad entrare nel centro cittadino a causa del crollo di diverse infrastrutture. Un edificio di 15 piani, denominato "Alto Río", si è accasciato orizzontalmente al suolo, intrappolando molti degli inquilini. L'area metropolitana di Gran Concepción è stata anche colpita direttamente dalle onde dello tsunami. Un'onda di oltre due metri si è abbattuta sul porto della conubarzione, Talcahuano, causando gravi danni alle attrezzature portuali e alle barche ormeggiate.
In Cile sono rimasti danneggiati dal sisma circa 500.000 edifici, sono state identificate 451 vittime e ci sono stati 52 dispersi.

### Aiuti umanitari
All'inizio la presidente cilena Michelle Bachelet dichiarò in una conferenza stampa di non aver bisogno di aiuti internazionali. Leader di vari paesi e organizzazioni internazionali, come l'ONU o l'Unione europea inviarono prontamente al governo cileno messaggi di solidarietà e di condoglianze. Argentina, Stati Uniti d'America, Regno Unito, Cina, Singapore, Haiti e Pakistan furono i primi paesi a offrire il loro aiuto.

### Caos e disordini

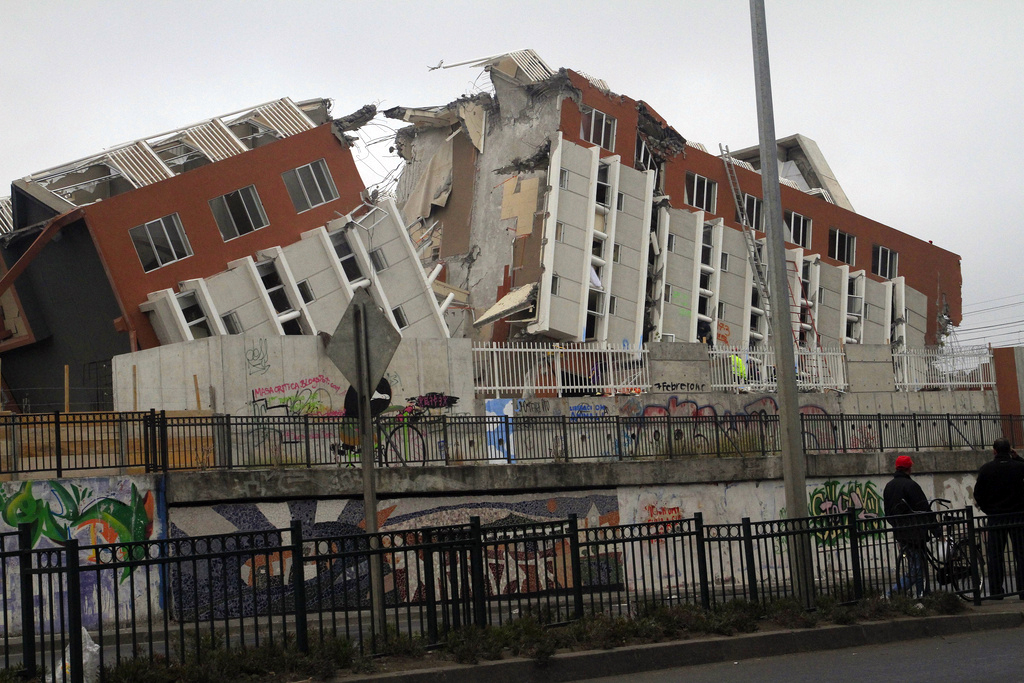
Palazzi crollati a Concepción

Quasi la metà della regione cilena fu dichiarata "Zona di Catastrofe" e fu ordinato il coprifuoco in alcune aree, per evitare disordini. Il giorno dopo il sisma alcune città erano in stato di caos, molti supermercati furono presi d'assalto dalla popolazione. Per controllare i saccheggi il GOPE, un nucleo di forze speciali dei carabinieri cileni autorizzato dal governo, usò lacrimogeni e cannoni ad acqua. Questa e altre azioni governative furono pressoché inutili. Ben 160 persone furono arrestate a Concepción tra il 1° e il 2 marzo. Soltanto il successivo invio di 14.000 militari nella città riuscì a riportare l'ordine.

## Tsunami
Fu anche lanciato un allarme tsunami per le coste del Cile e del Perù, poi esteso alle coste di Ecuador, Colombia, Antartide, Panama e Costa Rica, ed infine a tutte le coste pacifiche, ad eccezione di quelle statunitensi e canadesi. Alle isole Hawaii le sirene suonarono l'allarme alle ore 6:00 locali.
L'allarme tsunami fu poi definitivamente cancellato per tutti i paesi, tranne Giappone e Russia, alle ore 00:12 (UTC) del 28 febbraio 2010.
In linea generale la maggioranza delle onde previste come potenzialmente pericolose si rivelarono deboli.